# Amt Alswede
Das Amt Alswede war ein Amt im Kreis Lübbecke in Nordrhein-Westfalen mit Sitz in Alswede. Durch das Bielefeld-Gesetz wurde es am 1. Januar 1973 aufgelöst. Rechtsnachfolgerin des Amtes ist die Stadt Espelkamp im Kreis Minden-Lübbecke.

## Geographie
Das Amt lag nördlich des Wiehengebirges und wurde vom Mittellandkanal geteilt. Es war bekannt für seine Herrenhäuser Hüffe, Hollwinkel, Benkhausen sowie Ellerburg und war landwirtschaftlich geprägt.

## Geschichte
Das Gebiet des späteren Amtes Alswede entsprach bis 1807 dem der Vogtei Alswede im Amt Reineberg des Fürstentums Minden. Von 1807 bis 1810 gehörte das Gebiet zum Kanton Lübbecke im napoleonischen Satellitenstaat Königreich Westphalen. Nach der Annexion großer Teile Norddeutschlands durch Napoleon Bonaparte fiel von 1811 bis 1813 das gesamte Gebiet an das Kaiserreich Frankreich und gehörte dort zum Kanton Levern im Arrondissement Minden des Departements der Oberen Ems. Gemäß der in Frankreich üblichen Verwaltungsstruktur wurde nun Mairien (Bürgermeistereien) eingerichtet; darunter die Mairie Alswede, die im Wesentlichen das Gebiet der alten Vogtei Alswede umfasste.
Nach der napoleonischen Niederlage fiel ganz Minden-Ravensberg 1813 zurück an Preußen. Bei der Kreiseinteilung der neuen Provinz Westfalen im Jahr 1816 kam die Mairie Alswede zum neuen Kreis Rahden und bildete einen seiner Verwaltungsbezirke. Der Kreis Rahden hieß ab 1832 Kreis Lübbecke.
Bei der Einführung der westfälischen Landgemeinde-Ordnung von 1841 wurde 1843 im Kreis Lübbecke aus dem Verwaltungsbezirk Alswede das Amt Alswede gebildet, das zunächst aus den fünf Landgemeinden Alswede, Fabbenstedt, Hedem, Lashorst und Vehlage bestand. Im weiteren Verlauf der 1840er Jahre wurden außerdem die vier Gutsbezirke Benkhausen, Ellerburg, Hollwinkel und Hüffe gebildet. Die Gutsbezirke wurden in den 1920er Jahren wieder abgeschafft. Benkhausen und Ellerburg wurden nach Alswede eingemeindet, Hollwinkel nach Hedem und Hüffe nach Lashorst. Das Amt umfasste seitdem fünf Gemeinden:
- Alswede
- Fabbenstedt
- Hedem
- Lashorst
- Vehlage

Durch das Bielefeld-Gesetz wurde das Amt Alswede zum 31. Dezember 1972 aufgelöst. Die Gemeinden Fabbenstedt und Vehlage sowie die Ortsteile Fiestel und Gestringen der Gemeinde Alswede wurden in die Stadt Espelkamp, Alswede in die Stadt Lübbecke und Lashorst sowie Hedem in die Stadt Preußisch Oldendorf eingegliedert. Die betreffenden Städte wurden Teil des neuen Kreises Minden-Lübbecke.

## Einwohnerentwicklung
| Jahr | Einwohner | Quelle |
| ---- | --------- | ------ |
| 1818 | 3046      | [ 9 ]  |
| 1843 | 4569      | [ 9 ]  |
| 1864 | 4452      | [ 10 ] |
| 1871 | 4155      | [ 9 ]  |
| 1885 | 3743      | [ 11 ] |
| 1910 | 3778      | [ 12 ] |
| 1925 | 3402      | [ 13 ] |
| 1939 | 3543      | [ 13 ] |
| 1950 | 4959      | [ 14 ] |
| 1961 | 4700      | [ 14 ] |
| 1970 | 5271      | [ 14 ] |